# The I Was / I Am Tour
Il The I Was / I Am Tour è il secondo tour di concerti del cantautore statunitense Noah Kahan, a supporto del suo secondo album in studio, I Was / I Am.

## Scaletta
Questa scaletta è tratta dal concerto del 14 ottobre 2021, a Saint Louis. Non è, perciò, rappresentativa di tutti gli spettacoli del tour.
1. A Troubled Mind
2. Passenger
3. Animal
4. False Confidence
5. Someone Like You
6. Part of Me
7. Hollow
8. Sink
9. New Perspective
10. Glue Myself Shut
11. Maine
12. Cynic
13. Bad Luck
14. Carlo's Song
15. Fear of Water
16. Mess
17. Godlight
18. Anyway
19. Hurt Somebody
20. Young Blood

## Date
| Data             | Città            | Stato        | Luogo                          |
| Nord America     | Nord America     | Nord America | Nord America                   |
| ---------------- | ---------------- | ------------ | ------------------------------ |
| 14 ottobre 2021  | Saint Louis      | Stati Uniti  | Delmar Hall                    |
| 15 ottobre 2021  | Indianapolis     | Stati Uniti  | Deluxe @ Old National Center   |
| 16 ottobre 2021  | Madison          | Stati Uniti  | Majestic Theatre               |
| 17 ottobre 2021  | Minneapolis      | Stati Uniti  | First Avenue                   |
| 20 ottobre 2021  | Milwaukee        | Stati Uniti  | Turner Hall Ballroom           |
| 23 ottobre 2021  | Chicago          | Stati Uniti  | House of Blues                 |
| 24 ottobre 2021  | Cincinnati       | Stati Uniti  | Bogart's                       |
| 26 ottobre 2021  | Detroit          | Stati Uniti  | Majestic Theatre               |
| 28 ottobre 2021  | Toronto          | Canada       | History                        |
| 29 ottobre 2021  | Montreal         | Canada       | Corona Theatre                 |
| 30 ottobre 2021  | South Burlington | Stati Uniti  | Higher Ground Ballroom         |
| 31 ottobre 2021  | South Burlington | Stati Uniti  | Higher Ground Ballroom         |
| 4 novembre 2021  | Boston           | Stati Uniti  | House of Blues                 |
| 5 novembre 2021  | Philadelphia     | Stati Uniti  | Theatre of Living Arts         |
| 6 novembre 2021  | Northampton      | Stati Uniti  | Pearl Street                   |
| 7 novembre 2021  | New Haven        | Stati Uniti  | College Street Music Hall      |
| 9 novembre 2021  | Syracuse         | Stati Uniti  | Westcott Theater               |
| 12 novembre 2021 | New York         | Stati Uniti  | Webster Hall                   |
| 13 novembre 2021 | Washington       | Stati Uniti  | 9:30 Club                      |
| 14 novembre 2021 | Charlotte        | Stati Uniti  | The Underground                |
| 16 novembre 2021 | Asheville        | Stati Uniti  | The Orange Peel                |
| 17 novembre 2021 | Nashville        | Stati Uniti  | Brooklyn Bowl Nashville        |
| 19 novembre 2021 | Birmingham       | Stati Uniti  | Saturn                         |
| 20 novembre 2021 | Atlanta          | Stati Uniti  | Variety Playhouse              |
| 30 novembre 2021 | Kansas City      | Stati Uniti  | The Truman                     |
| 2 dicembre 2021  | Denver           | Stati Uniti  | Ogden Theatre                  |
| 4 dicembre 2021  | Salt Lake City   | Stati Uniti  | The Commonwealth Room          |
| 5 dicembre 2021  | Salt Lake City   | Stati Uniti  | The Commonwealth Room          |
| 7 dicembre 2021  | Boise            | Stati Uniti  | Knitting Factory Concert House |
| 9 dicembre 2021  | Portland         | Stati Uniti  | Crystal Ballroom               |
| 10 dicembre 2021 | Seattle          | Stati Uniti  | The Showbox                    |
| 11 dicembre 2021 | Spokane          | Stati Uniti  | Knitting Factory Concert House |
| 12 dicembre 2021 | Vancouver        | Canada       | Commodore Ballroom             |
| 14 dicembre 2021 | Sacramento       | Stati Uniti  | Ace of Spades                  |
| 16 dicembre 2021 | San Francisco    | Stati Uniti  | The Fillmore                   |
| 17 dicembre 2021 | Los Angeles      | Stati Uniti  | The Fonda Theatre              |
| 18 dicembre 2021 | San Diego        | Stati Uniti  | House of Blues                 |
| 19 dicembre 2021 | Phoenix          | Stati Uniti  | The Crescent Ballroom          |